# Sodja
Sodja je priimek več znanih Slovencev:
- Aleš Sodja (*1971), hokejist
- Dušan Sodja (*1972), klarinetist
- France Sodja (1914—2007), rimskokatoliški duhovnik, lazarist, misijonar, pesnik in pisatelj
- Jaka Sodja (*1999), hokejist
- Josip (Jože) Sodja (1884—1969), anglist, prevajalec, predavatelj FF UL
- Jože Sodja (1907—1973), inženir in politik
- Jože Sodja (*1958), župan občine Bohinj
- Lovro Sodja (*1938), zborovodja, glasbeni pedagog, publicist, predsednik Društva slovensko-avstrijskega prijateljstva; deloval na avstrijskem Koroškem
- Maja Sodja (*1981), novinarka, TV voditeljica
- Simon Sodja (1899—2001), zadnji preživeli Maistrov borec
- Špela Sodja (*1988), literatka
- Urban Sodja (*1991), hokejist